# Gnophos supinodes
Gnophos supinodes là một loài bướm đêm trong họ Geometridae.